# GvSIG
gvSIG é um software livre de SIG (Sistema de Informação Geográfica), de fonte aberta desenvolvido pela Conselleria d'Infraestructures i Transports (CIT) da Comunidade de Valência, com o apoio da União Europeia.
O gvSIG é distribuído sob a licença GNU GPL. Permite aceder a informação vectorial e matricial assim como a servidores de mapas que cumpram especificações do Open GIS Consortium. Esta é uma das principais características do gvSIG quando comparado com outros sistemas de informação geográfica, pois contém implementados serviços OGC: WMS (Web Map Service), WFS (Web Feature Service), WCS (Web Coverage Service), Serviço de Catálogo e Serviço de Nomenclatura.
A versão corrente do gvSIG, disponível em diversos idiomas (incluindo em português) pode ser executada em ambientes Windows, Linux e Mac OS X. Há algumas extensões, como a "SEXTANTE" ou extensões para análise de redes.
No final do mês de Novembro de 2008, foi lançada a versão alpha (denominada 1.9), no qual, além de vir com praticamente todas as extensões integradas, possui um poderoso editor de simbologias e um avançado módulo de manipulação de imagens de satélite e de topologias.
A versão atual(19/03/2020) é "2.5.0", liberada em 06/11/2019.